# Šuňava
Šuňava (deutsch Schönau, ungarisch Szépfalu) ist eine Gemeinde im Osten der Slowakei, mit 1957 Einwohnern (Stand 31. Dezember 2024). Sie gehört zum Okres Poprad, der ein Teil des übergeordneten Bezirks Prešovský kraj ist.

## Geographie

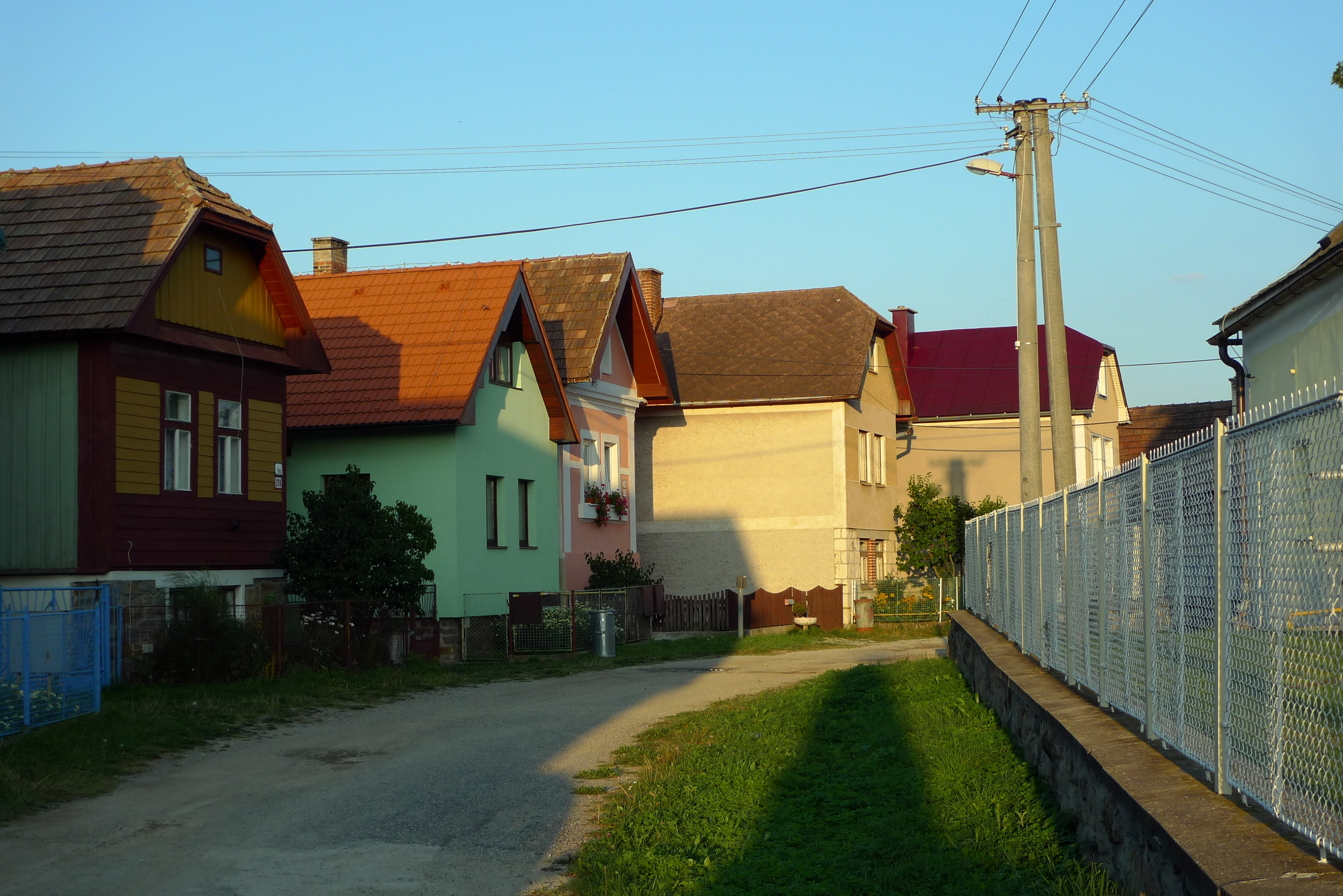
Häuser im Ort

Die Gemeinde liegt im Talkessel Podtatranská kotlina (Unter-Tatra-Kessel) am Fuße des Gebirgszuges Kozie chrbty. Durch den Ort verläuft die Wasserscheide zwischen dem Schwarzen Meer und der Ostsee. Šuňava ist 18 Kilometer von Poprad entfernt.
Verwaltungstechnisch gliedert sich die Gemeinde in die Ortsteile Nižná Šuňava (deutsch Nieder-Schönau) und Vyšná Šuňava (deutsch Ober-Schönau).

## Geschichte
Die Gemeinde entstand am 1. Januar 1974 durch Zusammenlegung der vorher eigenständigen Orte Nižná Šuňava und Vyšná Šuňava.
Vyšná Šuňava entstand früher und wird zum ersten Mal 1298 als villa Sonav (Schonaw) schriftlich erwähnt.

## Bevölkerung
| Jahr                | 1994 | 2004    | 2014    | 2024    |
| ------------------- | ---- | ------- | ------- | ------- |
| Anzahl der Personen | 1818 | 1914    | 1987    | 1957    |
| Unterschied         |      | +5,28 % | +3,81 % | −1,50 % |

| Jahr                | 2023 | 2024    |
| ------------------- | ---- | ------- |
| Anzahl der Personen | 1961 | 1957    |
| Unterschied         |      | −0,20 % |

## Persönlichkeiten
- Ivan Hudač (* 1971), Skilangläufer
- Alžbeta Havrančíková (* 1963), Skilangläufer